# Channagondanahalli, Chikmagalur
Channagondanahalli là một làng thuộc tehsil Chikmagalur, huyện Chikmagalur, bang Karnataka, Ấn Độ.